# جوائز الموسيقى العالمية لعام 2001
جوائز الموسيقى العالمية لعام 2001 (جوائز الموسيقى العالمية ال 13) أقُيمت في النادي الرياضي، موناكو في 2 أيار/ مايو 2001. جوائز الموسيقى العالمية تُقدّر أفضل الفنانين بيعاً للاسطوانات الموسيقية في جميع أنحاء العالم على أساس الإحصاءات المقدمة من الاتحاد الدولي للصناعات الفونوغرافية (إيفي). تم بث هذا العرض في وقت لاحقاً من قبل قناة ABC في 28 أيار/ مايو 2001. قُدم الحفل من قبل الممثلة كارمن إلكترا والفنان سيسكو. العائدات من مبيعات تذاكر الحفل ذهبت لجمعية موناكو الخيرية.

## الفائزين

### الرقص
- الفنان الراقص الأكثر مبيعاً في العالم: ريكي مارتن
- مجموهة الرقص الأكثر مبيعاً في العالم: فينغابويس [3]

### لاتيني
- الفنانة اللاتينية الأكثر مبيعاً في العالم: كريستينا أغيليرا
- المجموعة اللاتينية الأكثر مبيعاً في العالم: سانتانا
- الفنان اللاتيني الأكثر مبيعاً في العالم: ريكي مارتن

### جديد
- فنانة البوب الجديدة الأكثر مبيعاً: أنستزيا
- فنان الراب الجديد الأكثر مبيعاً: نيللي

### موسيقى العصر الجديد
- فنان موسيقى العصر الجديد الأكثر مبيعاً في العالم: إنيا

### البوب
- فنانة البوب الأكثر مبيعاً في العالم: بريتني سبيرز
- فنان البوب الأكثر مبيعاً في العالم: ريكي مارتن
- مجموعة البوب الأكثر مبيعاً في العالم: باكستريت بويز

### بوب/روك
- مجموعة بوب/روك الأكثر مبيعاً في العالم: البيتلز [4]

### راب
- فنان الراب الأكثر مبيعاً في العالم: إمينيم

### روك
- مجموعة الروك الأكثر مبيعاً في العالم: سانتانا

### ريذم أند بلوز
- فنان موسيقى ريذم أند بلوز الأكثر مبيعاً في العالم: سيسكو

### الجوائز الإقليمية
- الفنان الأكثر مبيعاً في أفريقيا: يانيك
- الفنان الأكثر مبيعاً في الوطن العربي: الشاب مامي
- الفنان الأكثر مبيعاً في اليابان: أيومي هاماساكي [1]
- الفنان الأكثر مبيعاً في أستراليا: زوليا كامالوفا [5]
- المجموعة الأكثر مبيعاً في أستراليا: سافج غاردن [1]
- الفنان الأكثر مبيعاً في بلجيكا: لارا فابيان
- المجموعة الأكثر مبيعاً في بريطانيا: البيتلز
- الفنانة الأكثر مبيعاً في بريطانيا: سونيك يوث
- الفنان الأكثر مبيعاً في الصين: إلفا [1]
- فنان السولو الأكثر مبيعاً في فرنسا: إيلين سيغارا
- الفنان الأكثر مبيعاً في ألمانيا: بيتر مافاي
- المجموعة الأكثر مبيعاً في ألمانيا: بور [1]
- الفنان الأكثر مبيعاً في إيرلندا: إنيا
- الفنان الأكثر مبيعاً في إيطاليا: إروس رامادزوتي
- الفنان الأكثر مبيعاً في روسيا: ألسو
- المجموعة الأكثر مبيعاً في روسيا: B2 [1]
- الفنان الأكثر مبيعاً في الدول الإسكندنافية: أكوا
- الفنان الأكثر مبيعاً في سويسرا: غولا

## الجائزة الماسية
تُكرم الجائزة الماسية أولئك الفنانين الذين حققوا نجاحات بشكل لا يصدق والذين باعوا أكثر من 100 مليون ألبوم خلال حياتهم المهنية. هذه هي السنة الأولى التي قُدمت فيها هذه الجائزة.
- رود ستيوارت